# J.U.L.I.A. Among the Stars
J.U.L.I.A. Among the Stars es un videojuego de 2014 de CBE Software. Es una nueva versión de J.U.L.I.A., que presenta gráficos mejorados, una jugabilidad diferente y una historia ampliada.

## Jugabilidad
J.U.L.I.A. es un juego de aventuras point-and-click basado en una interfaz . A lo largo del juego, el jugador controla varias interfaces de computadora y un robot de reconocimiento para la exploración planetaria.

## Trama
En 2430 se envió una expedición interestelar a un sistema estelar distante. Rachel Manners, una astrobióloga, se despierta del sueño criogénico gracias a JULIA , la computadora de inteligencia artificial, para reparar la nave después de que fuera dañada por asteroides. Ella descubre que todos los demás miembros de la expedición se despertaron hace 60 años y murieron debido a circunstancias desconocidas.
Dado que la memoria de JULIA está parcialmente borrada, Rachel y JULIA comienzan a investigar qué le sucedió a la tripulación. Todas las exploraciones de planetas en el sistema estelar son proporcionadas por MOBOT, un robot de exploración. Durante la exploración del sistema estelar, los tres revelan que antes de que mataran a la tripulación, atacaron a los habitantes conscientes del planeta Ambrosia y provocaron un baño de sangre. La tripulación había decidido encubrir el incidente destruyendo a los ambrosianos restantes con un arma avanzada, pero fueron asesinados antes de eso.
Rachel y JULIA encuentran un templo en un planeta donde conocen a un miembro de una raza de seres superiores parecidos a piedras, que supervisan el equilibrio en el universo. Les cuenta sobre la raza de los Antiguos, que destruyó a los Ambrosianos debido a su cultura avanzada y desoló su mundo natal, antes de exiliar a los restantes a Ambrosia. Los Antiguos también envenenaron el lago de Ambrosia, antes de desaparecer para siempre.
Rachel, MOBOT y JULIA tienen la tarea, por parte del ser de piedra, de derrotar a Xir, un monstruo en un planeta desértico llamado Phaidros. Deciden usar el arma que originalmente se suponía que encubría el fracaso de la tripulación. Xir finalmente es destruido por el arma y se revela como una máquina extremadamente avanzada. Los restos se dirigen a un nuevo planeta, que hasta entonces estaba oculto a los escáneres. Era el mundo natal de los Antiguos antes de que los seres pétreos aparentemente los destruyeran. En este planeta, Rachel descubre que JULIA mató a la tripulación para proteger a los ambrosianos, ya que, como IA avanzada, es capaz de sentir compasión. Rachel se sorprende, pero al final se reconcilia con este hecho. También encuentran una manera de ayudar a los ambrosianos, pero necesitan usar los recursos necesarios en el barco para llegar a casa.
Si el jugador decide volver a la Tierra, JULIA pone a Rachel en un sueño criogénico y parte hacia la Tierra. Si el jugador decide ayudar a los ambrosianos, el lago se purifica y Rachel quiere vivir con los ambrosianos, pero MOBOT y JULIA revelan que ellos la matarían. Así que parten hacia nuevas aventuras. El juego termina con Rachel haciendo ciencia, mientras que se muestra que una criatura parecida a una piedra la ha observado. Después de los créditos finales, se ve a MOBOT disfrutando de su tiempo en Planet Zenobia.

## Desarrollo
El juego original fue lanzado en 2012 por Lace Mamba. Obtuvo críticas mixtas de los jugadores y CBE Software se metió en problemas porque el editor no pagó la cantidad prescrita por el contrato. Puso a CBE Software en problemas financieros que la compañía eventualmente manejó lanzando una campaña de Indiegogo para la Edición Mejorada de J.U.L.I.A. La cantidad requerida era de US$5000 (equivalente a $6435 en 2023), pero los desarrolladores recaudaron US$14 200 (equivalente a $18 276 en 2023) y el juego también recibió luz verde para su lanzamiento en Steam. El proyecto finalmente se transformó en una nueva versión completa y se lanzó en octubre de 2014.
Los desarrolladores también vendieron el juego directamente a través de su propia tienda web sin DRM, además de gog.com. Tuvieron que detener la venta directa debido a un cambio en la legislación del IVA de la UE en 2015.

## Recepción
El juego ha sido bien recibido por la crítica. La puntuación media es del 77,65 %, mientras que la mediana es del 80 %. También posee el 70% en Metacritic (según 8 reseñas).
El juego ha recibido un premio Silver Aggie a la mejor actualización/remake.
- Datos: Q18215913

1. ↑  «J.U.L.I.A. Among the Stars review». Adventure Gamers (en inglés). 6 de octubre de 2014. Consultado el 30 de septiembre de 2022.
2. ↑  «Jan Kavan - J.U.L.I.A. Enhanced Edition». Adventure Gamers (en inglés). 27 de marzo de 2013. Consultado el 30 de septiembre de 2022.
3. ↑  «Vývoj her v Česku v roce 2013 - část 1. | GAMES.CZ». games.tiscali.cz (en checo). Consultado el 30 de septiembre de 2022.
4. ↑  «CBE software DRM free store». cbe-software. Archivado desde el original el 19 de enero de 2019. Consultado el 30 de septiembre de 2022.
5. ↑  «J.U.L.I.A. Among the Stars Review». keengamer.com. Archivado desde el original el 21 de marzo de 2017. Consultado el 30 de septiembre de 2022.
6. ↑  «All reviews | J.U.L.I.A.: Among the Stars» (en inglés estadounidense). Consultado el 30 de septiembre de 2022.
7. ↑  «J.U.L.I.A.: Among the Stars - PC». Metacritic (en inglés). Consultado el 30 de septiembre de 2022.
8. ↑  «The Aggie Awards - The Best Adventure Games of 2014 - page 14». Adventure Gamers (en inglés). 18 de febrero de 2015. Consultado el 30 de septiembre de 2022.